# Кубок Литви з футболу 2023
Кубок Литви з футболу 2023 — 35-й розіграш кубкового футбольного турніру в Литві. Титул вперше здобув «Трансінвест» (Вільнюс).

## Календар
| Раунд        | Дата              | Матчі | Клуби   |
| ------------ | ----------------- | ----- | ------- |
| Перший раунд | 18–26 квітня 2023 | 16    | 48 → 32 |
| 1/16 фіналу  | 3–10 травня 2023  | 16    | 32 → 16 |
| 1/8 фіналу   | 23–31 травня 2023 | 8     | 16 → 8  |
| 1/4 фіналу   | 15–29 серпня 2023 | 4     | 8 → 4   |
| 1/2 фіналу   | 9–13 вересня 2023 | 2     | 4 → 2   |
| Фінал        | 1 жовтня 2023     | 1     | 2 → 1   |

## 1/8 фіналу
| Команда 1               | Рахунок | Команда 2                   |
| ----------------------- | ------- | --------------------------- |
| 23 травня 2023          |         |                             |
| Маріямполе Сіті (2)     | 1:4     | Банга                       |
| 24 травня 2023          |         |                             |
| Кауно Жальгіріс         | 3:0     | Жальгіріс (Вільнюс)         |
| Хегельманн              | 0:3     | Рітеряй                     |
| 30 травня 2023          |         |                             |
| Бе1 НФА (2)             | 0:2     | ФА Шяуляй                   |
| Вілтіс (3)              | 1:6     | Джюгас (Тельшяй)            |
| Нептунас (Клайпеда) (2) | 0:2     | Судува                      |
| 31 травня 2023          |         |                             |
| Клайпедос (3)           | 1:2 дч  | БФА (2)                     |
| Навігаторяй (4)         | 0:3     | «Трансінвест» (Вільнюс) (2) |

## 1/4 фіналу
| Команда 1                   | Рахунок      | Команда 2       |
| --------------------------- | ------------ | --------------- |
| 15 серпня 2023              |              |                 |
| Джюгас (Тельшяй)            | 0:0 пен. 4:3 | Судува          |
| 16 серпня 2023              |              |                 |
| БФА (2)                     | 0:5          | Кауно Жальгіріс |
| «Трансінвест» (Вільнюс) (2) | 2:1 дч       | Банга           |
| 29 серпня 2023              |              |                 |
| ФА Шяуляй                   | 2:0          | Рітеряй         |

## 1/2 фіналу
| Команда 1                   | Рахунок | Команда 2        |
| --------------------------- | ------- | ---------------- |
| 9 вересня 2023              |         |                  |
| «Трансінвест» (Вільнюс) (2) | 1:0     | Джюгас (Тельшяй) |
| 13 вересня 2023             |         |                  |
| ФА Шяуляй                   | 3:1 дч  | Кауно Жальгіріс  |

## Фінал
| 1 жовтня 2023 17:45 (EEST) |

| «Трансінвест» (Вільнюс)» | 2:1      | «Шяуляй»      |
| ------------------------ | -------- | ------------- |
| Каваши 54' Зінгертас 80' | Протокол | Янкаускас 41' |

| Стадіон імені С. Дарюса та С. Ґіренаса, Каунас Арбітр: Донатас Румшас |